# Бхено Нораванк (манастир)
Бхено Нораванк (јерм. Բղենո-Նորավանք) манастир је Јерменске апостолске цркве из 11. века. Налази се у источном делу марза Сјуник у Јерменији.
Од некадашњег манастира данас је преостала само малена црквица саграђена 1062. године на шумовитом брежуљку. Црква је богато украшена орнаментима и библијским мотивима који су веома добро очувани.
Црква је била изгубљена све до 1920. године када је њене остатке пронашао јерменски прозаиста Аксел Бакуњц.